# Acropyga yaeyamensis
Acropyga yaeyamensis é uma espécie de formiga do gênero Acropyga, pertencente à subfamília Formicinae.